# A Mezőkövesdi SE szezonjai
A Mezőkövesd egy professzionális magyar labdarúgóklub, amelynek székhelye Mezőkövesden található . 

## A szezonok eredményei
2020. június 30-án frissítve
| Bajnokság         | Bajnokság         | Bajnokság         | Bajnokság         | Bajnokság         | Bajnokság         | Bajnokság         | Bajnokság         | Bajnokság         | Bajnokság         | Bajnokság         | Bajnokság   | Nemzetközi kupa | Nemzetközi kupa | Vezetőedző              |
| Nemzeti Bajnokság | Nemzeti Bajnokság | Nemzeti Bajnokság | Nemzeti Bajnokság | Nemzeti Bajnokság | Nemzeti Bajnokság | Nemzeti Bajnokság | Nemzeti Bajnokság | Nemzeti Bajnokság | Nemzeti Bajnokság | Nemzeti Bajnokság | Magyar Kupa | Nemzetközi kupa | Nemzetközi kupa | Vezetőedző              |
| osztály           |                   | Szezon            | mérkőzés          | Gy                | D                 | V                 | GL–GK             | Gólk.             | Pont              | Hely              | Magyar Kupa | Sorozat         | Eredmény        | Vezetőedző              |
| ----------------- | ----------------- | ----------------- | ----------------- | ----------------- | ----------------- | ----------------- | ----------------- | ----------------- | ----------------- | ----------------- | ----------- | --------------- | --------------- | ----------------------- |
| NBI               | 1.                | 2013–14           | 30                | 6                 | 6                 | 18                | 27–52             | −25               | 24                | 15.               | 4. kör      |                 |                 | Véber, Tóth             |
| NBII              | ?.                | 2014–15           | 30                | 13                | 9                 | 8                 | 53–37             | +16               | 48                | 4.                | 32          |                 |                 | Tóth, Lucsánszky        |
| NBII              | ?.                | 2015–16           | 30                | 17                | 6                 | 7                 | 45–25             | +20               | 57                | 2.                | 64          |                 |                 | Lucsánszky, Pintér      |
| NBI               | 2.                | 2016–17           | 33                | 10                | 10                | 13                | 39–54             | −15               | 40                | 9.                | elődöntő    |                 |                 | Pintér, Sivić, Radványi |
| NBI               | 3.                | 2017–18           | 33                | 9                 | 10                | 14                | 35–52             | −17               | 37                | 9.                | 64          |                 |                 | Radványi, Kuttor        |
| NBI               | 4.                | 2018–19           | 33                | 12                | 8                 | 13                | 45–40             | +5                | 44                | 6.                | negyeddöntő |                 |                 | Kuttor                  |
| NBI               | 5.                | 2019–20           | 33                | 14                | 8                 | 11                | 42-31             | +11               | 50                | 4.                | döntő       |                 |                 | Kuttor                  |
| NBI               | 6.                | 2020–21           | 0                 | 0                 | 0                 | 0                 | 0-0               | 0                 | 0                 |                   |             |                 |                 | Kuttor, Pintér          |
| NBI               | 7.                | 2021–22           | 0                 | 0                 | 0                 | 0                 | 0-0               | 0                 | 0                 |                   |             |                 |                 | Pintér, Supka           |